# حمام واصل
حمام واصل (به عربی: حمام واصل) یک منطقهٔ مسکونی در سوریه است که در شهرستان بانیاس واقع شده‌است.

## خصوصیات
حمام واصل ۱٬۸۰۱ نفر جمعیت دارد.